# Saint-Martin-sur-la-Chambre
Pour les articles homonymes, voir Saint-Martin.
Saint-Martin-sur-la-Chambre est une commune française située dans le département de la Savoie, en région Auvergne-Rhône-Alpes.

## Urbanisme

### Typologie
Au 1er janvier 2024, Saint-Martin-sur-la-Chambre est catégorisée bourg rural, selon la nouvelle grille communale de densité à sept niveaux définie par l'Insee en 2022.
Elle appartient à l'unité urbaine de Saint-Étienne-de-Cuines, une agglomération intra-départementale regroupant six  communes, dont elle est une commune de la banlieue,,. Par ailleurs la commune fait partie de l'aire d'attraction de Saint-Jean-de-Maurienne, dont elle est une commune de la couronne,. Cette aire, qui regroupe 26 communes, est catégorisée dans les aires de moins de 50 000 habitants,.

### Occupation des sols
L'occupation des sols de la commune, telle qu'elle ressort de la base de données européenne d’occupation biophysique des sols Corine Land Cover (CLC), est marquée par l'importance des forêts et milieux semi-naturels (61,2 % en 2018), en diminution par rapport à 1990 (66,7 %). La répartition détaillée en 2018 est la suivante : 
forêts (59,5 %), prairies (18,3 %), zones agricoles hétérogènes (10,7 %), zones urbanisées (9,8 %), espaces ouverts, sans ou avec peu de végétation (1,7 %).
L'IGN met par ailleurs à disposition un outil en ligne permettant de comparer l’évolution dans le temps de l’occupation des sols de la commune (ou de territoires à des échelles différentes). Plusieurs époques sont accessibles sous forme de cartes ou photos aériennes : la carte de Cassini (XVIIIe siècle), la carte d'état-major (1820-1866) et la période actuelle (1950 à aujourd'hui).

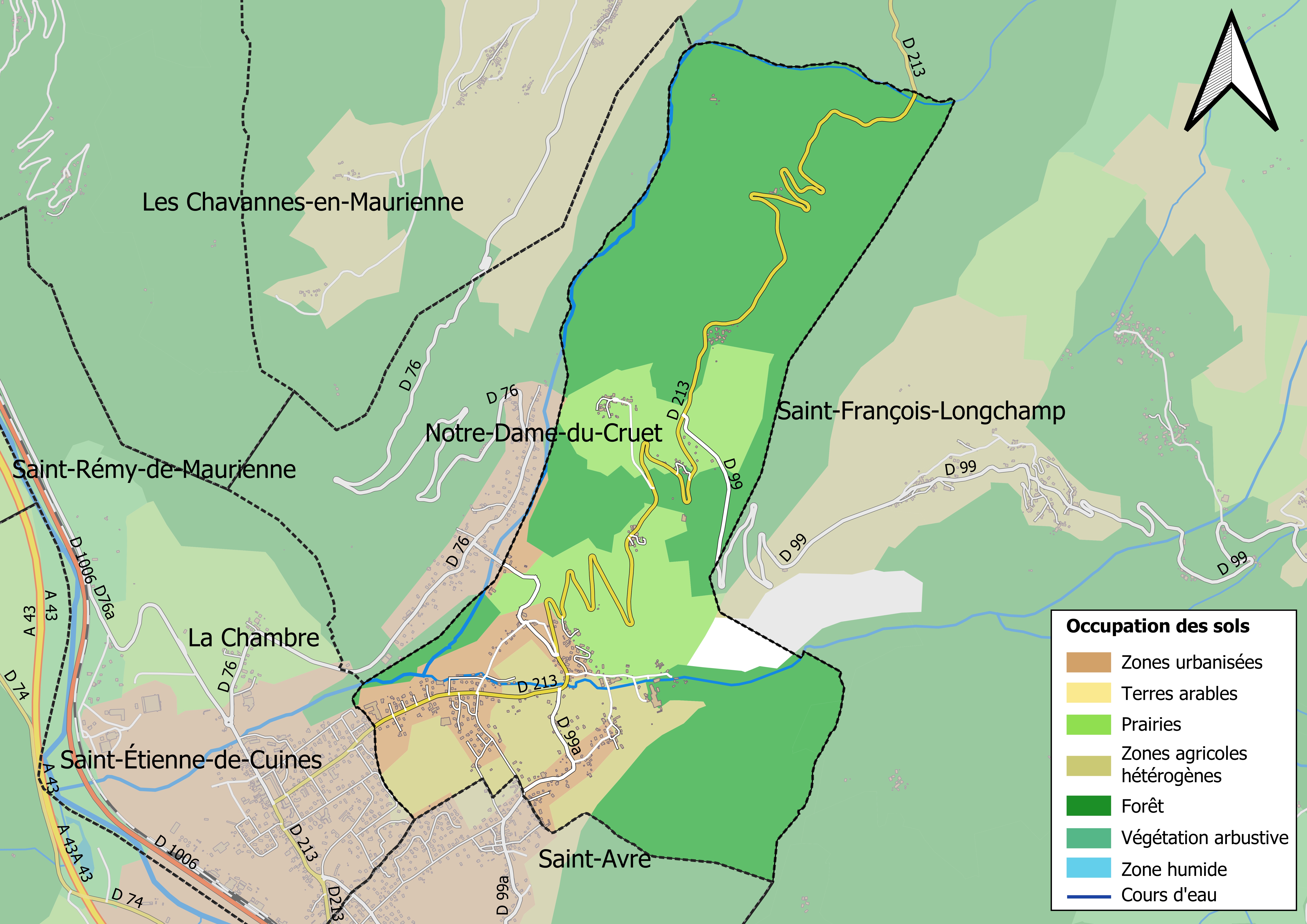
Carte des infrastructures et de l'occupation des sols en 2018 (CLC) de la commune.
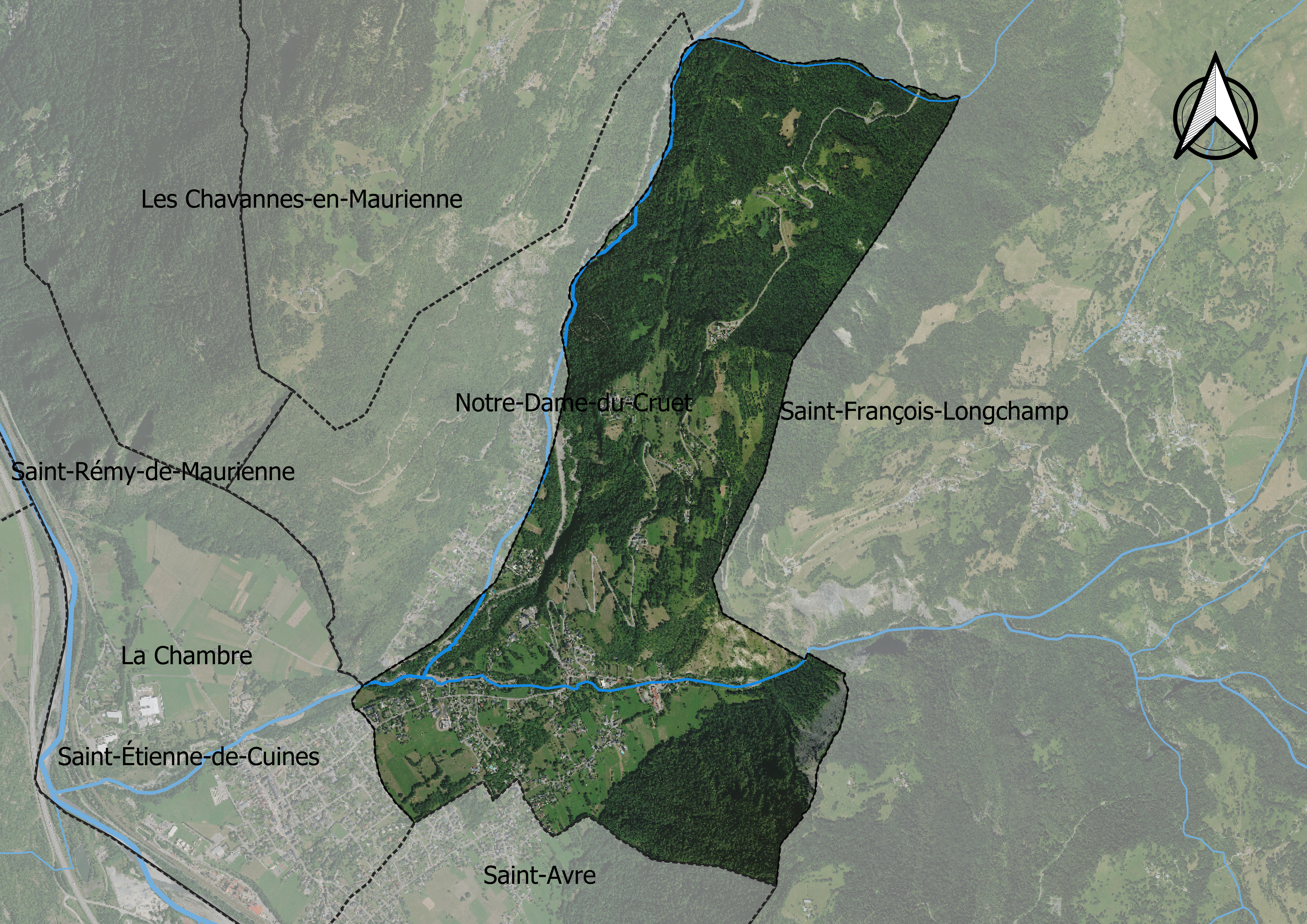
Carte orthophotogrammétrique de la commune.

## Toponymie
En francoprovençal, le nom de la commune s'écrit Sin Martïn, selon la graphie de Conflans.

## Histoire
Au XVIIIe siècle "baronnie" savoyarde avec Lorenzo Gabriele Martin, baron de Saint-Martin-sur-la-Chambre, dont la fille Rosa va épouser Luigi Cisa Asinari di Gresy et s'établir à Turin[réf. nécessaire].

## Politique et administration

### Politique locale
Le maire actuel, Lionel Combet (Rassemblement national), préside le conseil municipal. Le nombre d'habitants de la commune étant compris entre 500 et 1 499, le nombre de membres du conseil municipal est de 15.
La commune de La Chambre est rattachée administrativement à l’arrondissement de Saint-Jean-de-Maurienne et politiquement au canton de La Chambre représenté par le conseiller général Jean-Louis Portaz (PG) et à la troisième circonscription de la Savoie représentée par la députée Béatrice Santais (PS).
À la suite de la délibération du conseil municipal du 20 septembre 2012, la commune a intégré la communauté de communes de la Vallée du Glandon le 1er janvier 2014, se substituant au Syndicat intercommunal du canton de La Chambre, désormais dissout.

### Comptes de la commune
En 2013, la commune disposait d’un budget de 789 000 € dont 621 000 € de fonctionnement et 168 000 € d’investissement, financés à 44,80 % par les impôts locaux avec des taux d’imposition fixés à 16,35 % pour la taxe d'habitation et 15,38 % et 121,35 % pour la taxe foncière sur le bâti et le non-bâti. Cette même année, la dette cumulée de la commune s’élevait à 528 000 €.
L’Insee attribue à la commune le code 73 3 11 259. La commune de Saint-Martin-sur-la-Chambre est enregistrée au répertoire des entreprises sous le code SIREN 217 302 595. Son activité est enregistrée sous le code APE 8411Z.

### Liste des maires

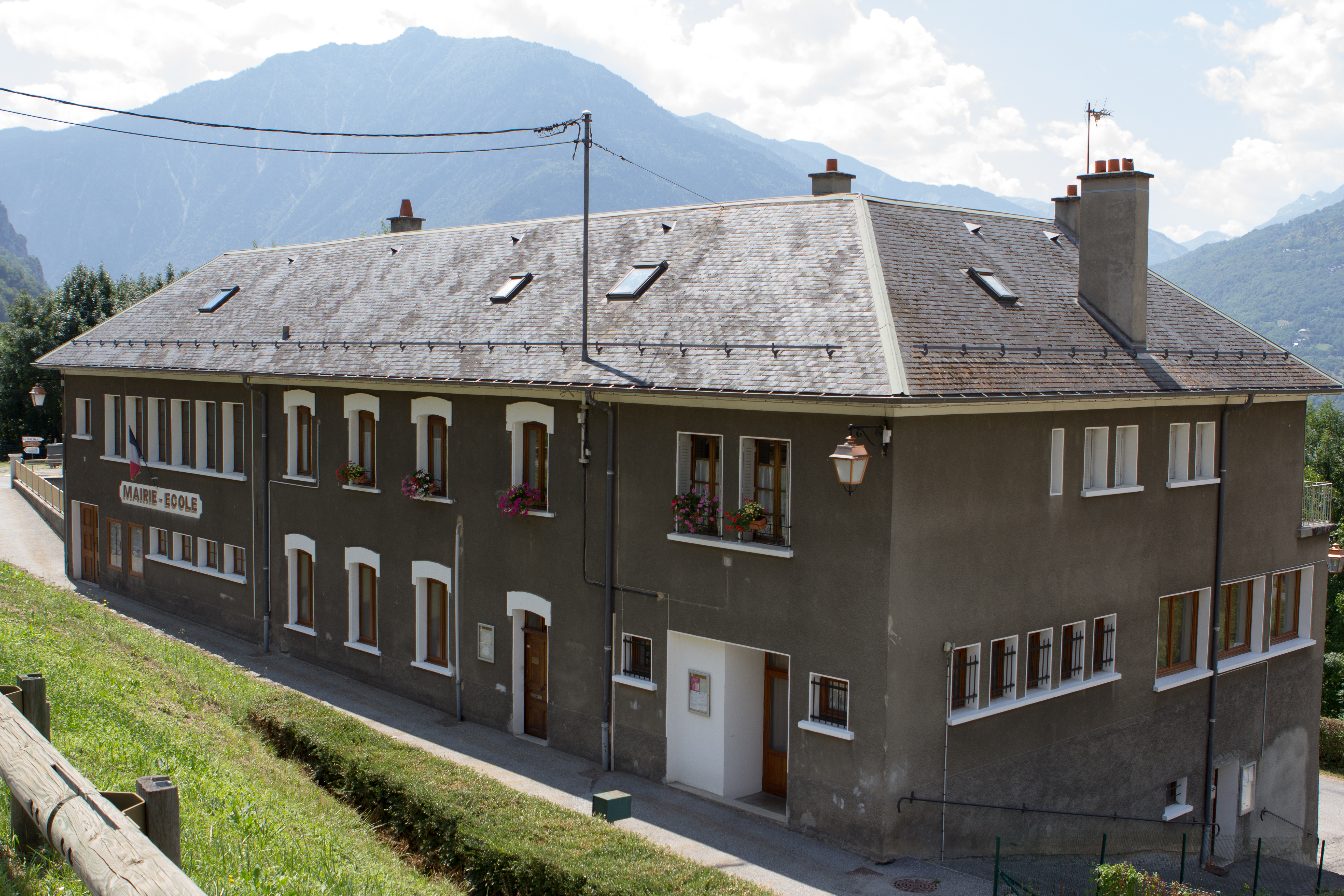
La mairie et l'école de Saint-Martin-sur-la-Chambre.

| Période                                  | Période  | Identité      | Étiquette              | Qualité                                |
| ---------------------------------------- | -------- | ------------- | ---------------------- | -------------------------------------- |
| 1965                                     | 1995?    | Henri Bargin  | PCF                    |                                        |
| mars 2008                                | 2020     | Claude André  | SE                     | Président de la Communauté de communes |
| 2020                                     | En cours | Lionel Combet | Rassemblement national |                                        |
| Les données manquantes sont à compléter. |          |               |                        |                                        |

## Population et société

### Démographie
L'évolution du nombre d'habitants est connue à travers les recensements de la population effectués dans la commune depuis 1793. Pour les communes de moins de 10 000 habitants, une enquête de recensement portant sur toute la population est réalisée tous les cinq ans, les populations de référence des années intermédiaires étant quant à elles estimées par interpolation ou extrapolation. Pour la commune, le premier recensement exhaustif entrant dans le cadre du nouveau dispositif a été réalisé en 2007.

En 2022, la commune comptait 530 habitants, en évolution de −3,11 % par rapport à 2016 (Savoie : +3,63 %, France hors Mayotte : +2,11 %).
| 1793 | 1800 | 1806 | 1822 | 1838 | 1848 | 1858 | 1861 | 1866 |
| ---- | ---- | ---- | ---- | ---- | ---- | ---- | ---- | ---- |
| 452  | 391  | 520  | 508  | 449  | 561  | 430  | 413  | 417  |

| 1872 | 1876 | 1881 | 1886 | 1891 | 1896 | 1901 | 1906 | 1911 |
| ---- | ---- | ---- | ---- | ---- | ---- | ---- | ---- | ---- |
| 416  | 422  | 413  | 400  | 371  | 374  | 364  | 343  | 334  |

| 1921 | 1926 | 1931 | 1936 | 1946 | 1954 | 1962 | 1968 | 1975 |
| ---- | ---- | ---- | ---- | ---- | ---- | ---- | ---- | ---- |
| 255  | 253  | 252  | 286  | 273  | 304  | 337  | 335  | 354  |

| 1982 | 1990 | 1999 | 2006 | 2007 | 2012 | 2017 | 2022 | - |
| ---- | ---- | ---- | ---- | ---- | ---- | ---- | ---- | - |
| 408  | 420  | 416  | 448  | 452  | 532  | 552  | 530  | - |

## Culture locale et patrimoine

### Lieux et monuments

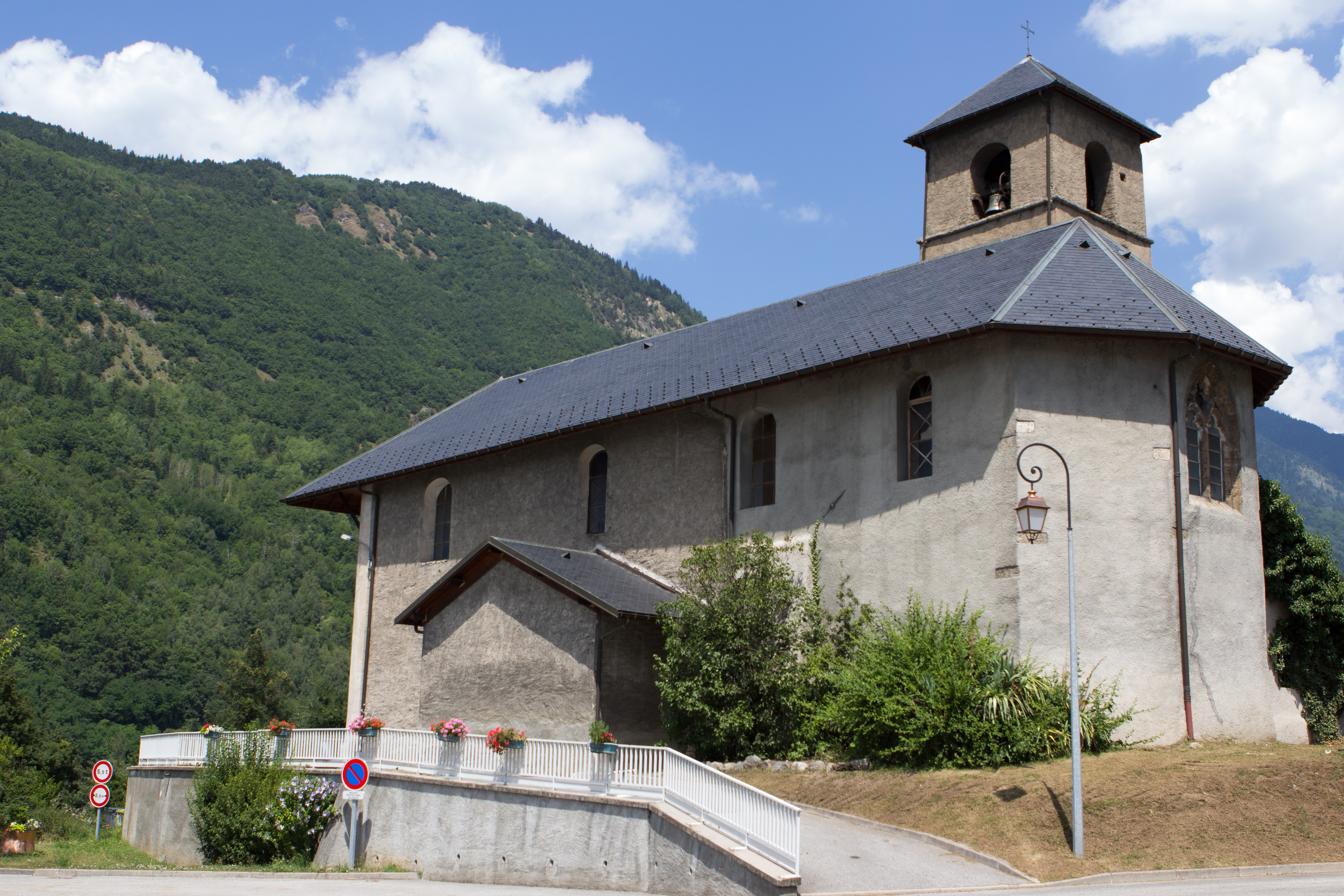
L'église de Saint-Martin-sur-la-Chambre.

- L'église de Saint-Martin-sur-la-Chambre.